# Хант, Альфред Уильям

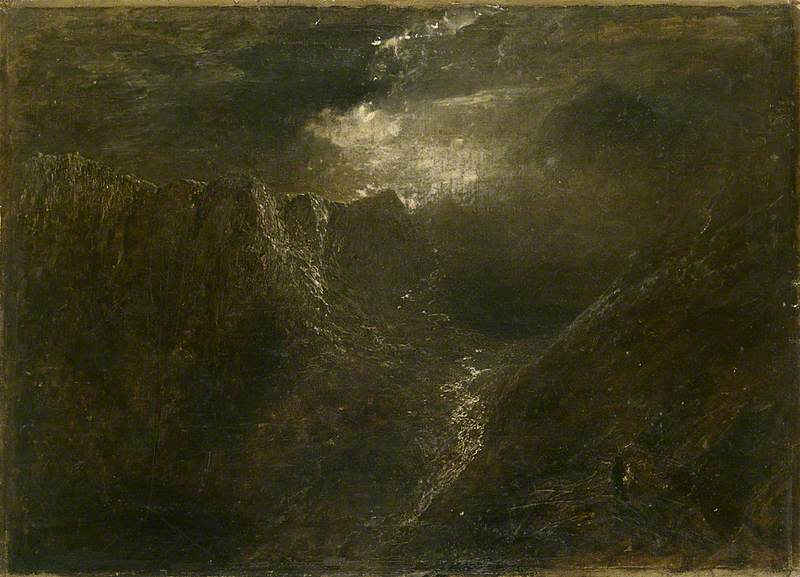
Пейзаж

Альфред Уильям Хант (англ. Alfred William Hunt; 15 ноября 1830, Ливерпуль — 3 мая 1896, Лондон) — английский художник-пейзажист и маринист.

## Биография

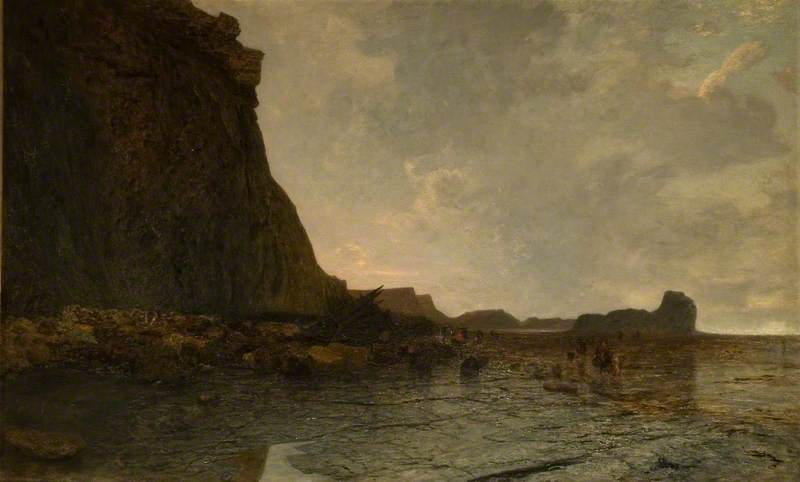
Пейзаж (Whitby Scar, Yorkshire)

Родился в семье пейзажиста Эндрю Ханта. Первые уроки живописи получил у отца. Учился в Ливерпульской университетской школе. Затем по предложению отца в 1848 году отправился в Оксфорд в Колледж Корпус-Кристи. Во время учёбы писал стихи, в 1851 году был награждён премией Ньюдигейта.
Под влиянием Джона Рёскина с 1854 года выставлялся в Королевской академии художеств и других провинциальных выставок.
В 1861 году он женился и отказался от стипендии. В 1862 году был избран членом Королевского общества акварелистов. Был связан с прерафаэлитами.
Его жена Маргарет Рейн Хант написала несколько художественных произведений. Его дочь Виолетта Хант стала известной романисткой. 
Художник умер в Лондоне в 1896 году. Похоронен со своей женой и дочерью на Бруквудском кладбище в Уокинге.

## Творчество
Автор пейзажей маслом и акварелей с видами и окрестностями Лондона, Уэльса, Шотландии, Норвегии и Ниагарского водопада.
Его работы отличаются, главным образом, изысканным качеством и поэтической атмосферой.